# Чижовський Богдан Сергійович
Богда́н Сергі́́йович Чижо́вський (нар. 1 вересня 2003) — український стрибун у воду, срібний призер Чемпіонату світу-2021.

## З життєпису
В грудні 2021 на юніорському чемпіонаті світу зі стрибків у воду, що проходить в Києві володарями золотих нагород стали Ксенія Байло (10-метрова вишка) та дует синхронистів — Данило Коновалов і Богдан Чижовський.